# Palazzo del Tribunale (Pavia)
Il palazzo del Tribunale è un edificio di Pavia, in Lombardia.

## Storia
Il palazzo attualmente adibito a tribunale in origine ospitava il monastero agostiniano della Colombina, documentato almeno dal 1140. Agli agostiniani subentrarono i canonici Lateranensi, ma nel 1513 l'ente venne dato in commenda e passò all'ospedale San Matteo. Non molti anni dopo, nel 1539, l'ospedale concesse l'uso (divenuto poi definito nel 1576 e successivamente confermato tramite la bolla di Clemente VIII del 1599) ai padri somaschi, che istituirono presso l'ex monastero un orfanotrofio. I somaschi ampliarono il complesso nel 1567 e, grazie alle donazioni ricevute dall'aristocratica pavese Bianca Beccaria d’Adda e da altri fedeli, intrapresero nuovi interventi edilizi: la nuova chiesa, dedicata allo Spirito Santo fu consacrata dal vescovo Guglielmo Bastoni nel 1605, nel 1612 fu ultimato il campanile, mentre il complesso subì nuovi ampliamenti tra il 1629 e il 1635 e, tra il 1696 e il 1703 vennero regolarizzate sia la facciata esterna sia quella rivolta verso il cortile e fu realizzato uno scalone in pietra. Nel 1755 i somaschi, che nel frattempo, oltre ad aver realizzato una villa a Montebolone nell'area suburbana di Pavia, erano divenuti proprietari di alcuni edifici attigui, decisero di ingrandire e ricostruire il complesso. Nel 1760 prese avvio il cantiere del nuovo edificio e della nuova chiesa, entrambi progettati da Lorenzo Cassani. Nel 1810 il convento venne soppresso, la chiesa fu sconsacrata e il complesso divenne sede del Tribunale di prima istanza. Successivamente, nel 1837, nel palazzo furono trasportate anche la giudicatura politica, la pretura e le carceri e nel 1857 la procura di Stato e dal 1914 è sede del tribunale civile e penale, della procura e della pretura.

## Descrizione

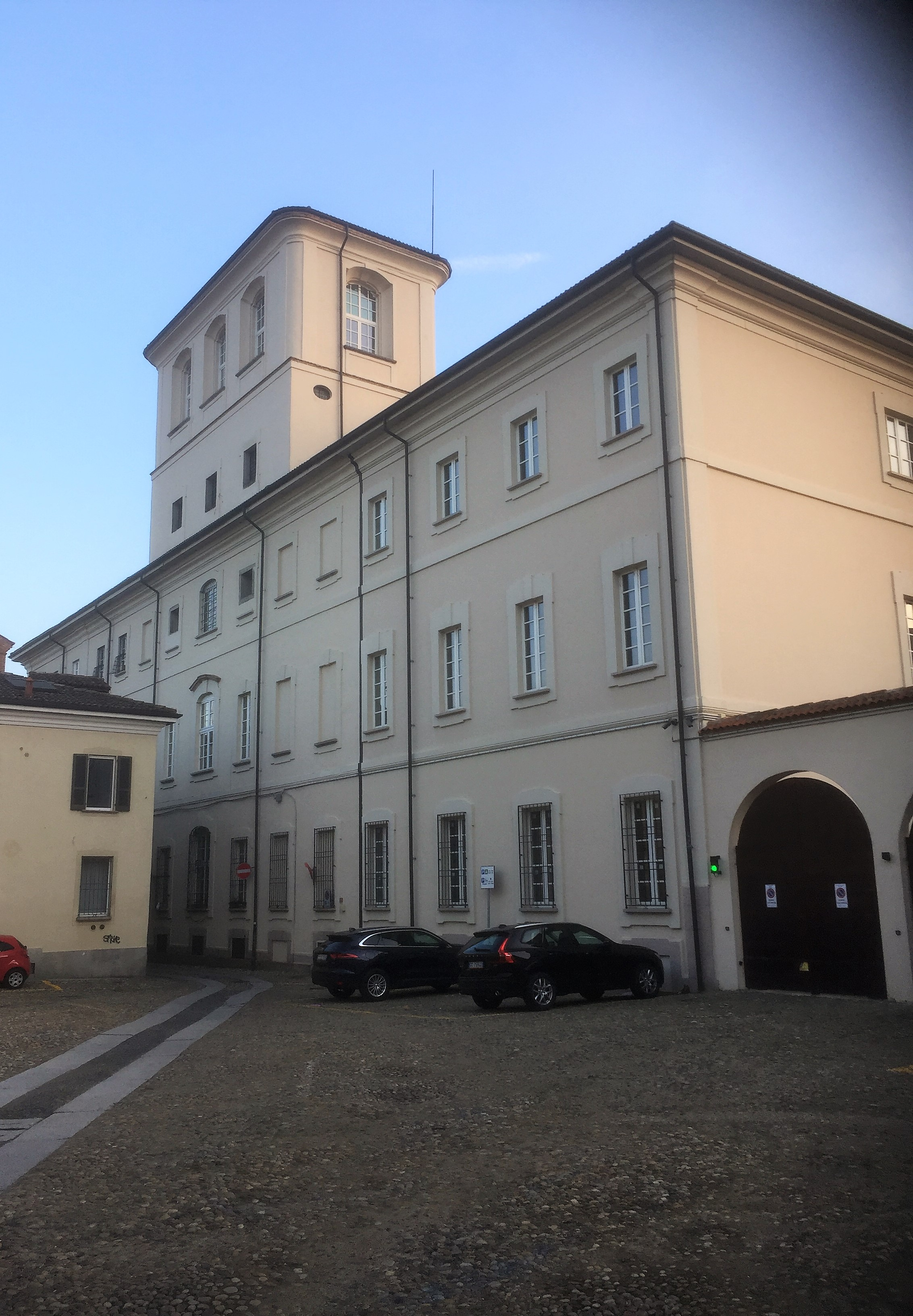
La torretta belvedere

Il palazzo venne costruito tra il 1760 e il 1767 su progetto di Lorenzo Cassani, considerato all'epoca il miglior architetto della città, che negli stessi era impegnato anche nel cantiere di palazzo Olevano e nella risistemazione del complesso di San Pietro in Ciel d’Oro. L'edificio presenta una pianta a “C” che nel progetto originario (mai ultimato) doveva essere chiuso con un corpo porticato di collegamento tra le due ali e con una chiesa addossata a questo. Il palazzo è dotato di scalone, situato nel corpo meridionale dell'edificio, che riprende la struttura  tipica dell'architettura pavese del Settecento a rampe parallele e consente l'accesso al primo piano. Il lato settentrionale del palazzo è arricchito da una grande torretta belvedere, terminate con una loggia dotata di finestroni chiusi da vetrate. La facciata principale, intonacata, è molto sobria, arricchita solo da alcune paraste e dalle incorniciature delle finestre, mentre il prospetto lungo via Romagnosi fu lasciato a mattoni a vista. Durante i lavori di ristrutturazione effettuati dal 2005 al 2008 venne alla luce nel cortile del palazzo una grande domus di età romana, sorta intorno al I secolo d. C., ma che fu ingrandita e ricostruita tra il III e IV secolo d. C. dotandola di ambienti riscaldati e riccamente decorati, come le sale provviste di pavimentazione marmorea in opus sectile (i pavimenti sono ora esposti nei Musei Civici) al di sopra della quale vennero impiantate in età longobarde delle capanne, alcune delle quali seminterrate.